# Torre o alqueria de Carabona
La Torre de Carabona, també anomenada Alqueria de Carabona, és un Bé d'Interès Cultural, que es troba al municipi de Borriana, junt al Camí del Palmerar, a uns 250 metres del Camí Vell de València, a la comarca de la Plana Baixa, amb anotació ministerial número: RI - 51-0010939, i data d'anotació 4 de desembre de 2002; segons consta a la Direcció General de Patrimoni Artístic de la Generalitat Valenciana.
Es tracta, com el seu nom indica, d'una antiga alqueria, datada als segles xiii-xviii. Així, aquesta alqueria fortificada originalment, es remunta a l'època musulmana. Es tractava d'estructures defensives per la necessitat de disposar d'explotacions agrícoles fora dels nuclis urbans.

## Història
Carabona, que s'anomenava antigament "Alberg", va arribar a ser, abans de la Reconquesta, el principal nucli habitat del municipi de Borriana. Després que els cristians conqueríssin aquests territoris de Carabona, van ser donats pel rei Jaume I als germans Leonard i Joan d'Ager el 3 de novembre del 1219. Com que aquesta donació no es va fer efectiva, anys més tard, al 1233, en el setge de Borriana, el mateix rei, novament, donava Carabona aquesta vegada a l'Orde militar de Sant Jordi d'Alfama, segons consta en carta de donació feta, més tard, per Jaume el Just concedia a aquesta Ordre al març de 1307 (aquestes constants referències a la donació a l'Orde de Sant Jordi d'Alfama poden ser degudes als problemes que aquest orde va tenir al llarg de la seva existència, ja que, encara que va ser fundat per Pere el Catòlic al 1201, no va ser aprovat per la Seu Apostòlica fins al 1373. L'orde es va fusionar amb el de Montesa i això va tornar a produir canvis considerables).
Després de la unió de l'Orde de Sant Jordi amb el de Montesa, el gener de 1400, Carabona va quedar sota el Senyoriu de Montesa. Més tard, al segle xvi Carabona va acabar en mans del senyor Martí de Viciana i el senyor Sancho de Cardona, que van acabar enfrontats. Finalment l'alqueria va ser venuda al senyor Martí de Viciana, adquirint-la després per compra la vila de Nules, segons escriptura autoritzada pel fedatari Francesc Joan Anglès; hi ha documentació sobre aquest fet a l'Arxiu Municipal de Nules, al "Llibre del Redelme" de l'any 1590. Documentació posterior, que es troba a l'Arxiu Històric parroquial de Borriana, posa en relleu que el 1775 l'alqueria estava en mans de la senyora Margarita Llorens, que l'havia obtingut del seu pare, Bautista Llorens, que l'havia comprat als Pares del Remei de València per 4.000 lliures, 200 terres de comptat. Amb el temps va passar a pertànyer als hereus de donya María Garcés de Marcilla i finalment va acabar sent propietat de l'Ajuntament de Borriana.

## Descripció
La torre presenta una planta rectangular, de 10,95 metres per 6,10 metres, i una alçada de fins a 9.20 metres, ja que té tres altures: una planta baixa i dos pisos. La coberta és a dues aigües, presentant un aler acabant en una teula àrab.
Per accedir d'una planta a una altra s'utilitza una escala de volta. La disposició de la planta fa pensar que la torre primitiva havia de tindre menor mida del que té actualment, tot i que aquesta possibilitat es veu poc reforçada per la disposició dels carreus en els extrems de l'edifici actual, ja que aquests ens venen a indicar que aquesta suposició només seria possible en el cas que s'hagués produït una considerable destrucció de la torre primitiva.
També es pot veure una diferència de cota dels forjats de la primera planta, la qual cosa ve a significar que la construcció no es va realitzar en un únic moment, sinó que hi va haver diferents etapes en la construcció. Així, inicialment es va haver de començar a construir durant el segle xiii, etapa en què es va dur a terme la porta adovellada de la façana, per la seva banda, les espitlleres, el pilar de la planta superior i la coberta pertanyen a un altre moment constructiu, datat al segle xviii (el 1755 es va transformar en casa de camp), quan es van construir també quatre habitatges annexos i possiblement es dugués a terme la construcció de la torre.
Respecte a la tipologia de l'habitatge, per la distribució de la planta baixa, podria qualificar-se com a rural, ja que la cuina i la zona de fer vida estan en una mateixa estança, la qual a més, connecta amb les quadres; per la seva banda, la planta superior està destinada als dormitoris. Quan es tracta d'ascendir a la zona de dormitoris, s'aprecien restes del que en el seu dia va poder ser una antiga llar de foc.
El dormitori que dona a la façana principal té una porta balconera que es protegeix amb una barana de fusta, i disposa a més de tronera, encara que en la part interior està cegada. Per la seva banda, l'habitació posterior està més elevada, i presenta tres troneres en els seus murs. També hi ha una altra planta superior a la qual s'accedeix per una escala que, a més de ser molt posterior a la de l'accés a la primera planta, podria categoritzar-se com una "escala implantada”.
Ja hem fet referència abans a l'existència de la torre de quatre habitatges, d'arquitectura popular, que juntament amb un tancat de maçoneria de considerable grandària, amb restes d'altres edificis contigus a la torre, acaben per completar el conjunt.
L'Ajuntament de Borriana, propietari actual, va començar el 2002 les obres de consolidació de la Torre Carabona, la qual estava en perill de ruïna. L'arquitecte Francisco Taberner, va portar a terme el projecte de consolidació, que va suposar intervenir en la fonamentació, murs, forjats i coberta del conjunt. Malgrat les modificacions que es van realitzar, es tracta de mantenir la configuració original, per a això cal que els reforços corresponents, queden degudament amagats. Tan sols es preveia en aquest projecte, canviar l'escala d'accés a la segona planta, col·locant-ne una dissenyada en fusta.
Cal que els reforços i millores que la fonamentació necessita mantinguen els exteriors de la torre almenys afectats possible, especialment els carreus que caracteritzen i reforcen les cantonades d'aquesta.